# Paulo Jorge Soares Gomes
Paulo Jorge Soares Gomes, meglio conosciuto come Paulo Jorge (Braga, 16 giugno 1980), è un allenatore di calcio ed ex calciatore portoghese, di ruolo difensore.

## Carriera

### Club
Proveniente dalle giovanili del Braga debutta con i portoghesi nel 2002.
Nel 2009 si trasferisce all'APOEL Nicosia di Cipro. Il 5 aprile 2012 nella partita di Champions League contro il Real Madrid perde tre denti in seguito allo scontro con il suo compagno di squadra Boaventura.

## Palmarès

### Competizioni nazionali
- Campionato cipriota: 2

APOEL: 2009, 2011

### Competizioni internazionali
- Coppa Intertoto UEFA: 1

Braga: 2008